# Guntersdorf
Guntersdorf è un comune austriaco di 1 142 abitanti nel distretto di Hollabrunn, in Bassa Austria; ha lo status di comune mercato (Marktgemeinde).